# 莱涅维尔
莱涅维尔（法語：Laigneville，法語發音：[lɛɲvil]）是法国瓦兹省的一个市镇，属于克莱蒙区。

## 地理
莱涅维尔（49°17'46"N, 2°26'44"E）面积8.53 平方千米，位于法国上法蘭西大區瓦兹省，该省份为法国北部内陆省份，北起索姆省，西接厄尔省和滨海塞纳省，南至塞纳-马恩省和瓦兹河谷省，东临埃纳省。
与莱涅维尔接壤的市镇（或旧市镇、城区）包括：科夫里、蒙希圣埃卢瓦、瓦兹河畔诺让、鲁斯卢瓦、圣瓦斯特莱梅洛。

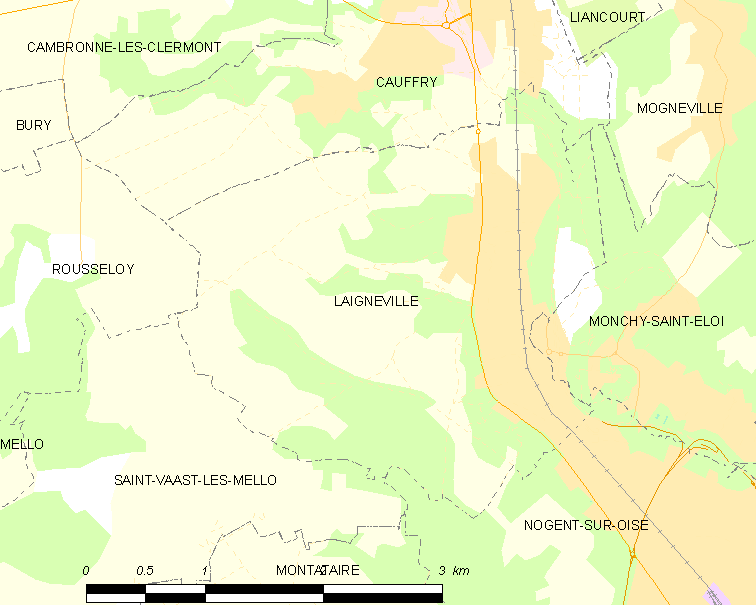
莱涅维尔的OSM定位图

莱涅维尔的时区为UTC+01:00、UTC+02:00（夏令时）。

## 行政
莱涅维尔的邮政编码为60290，INSEE市镇编码为60342。

## 政治
莱涅维尔所属的省级选区为瓦兹河畔诺让县。

## 人口

1962-2008年间莱涅维尔人口变化图示

莱涅维尔于2022年1月1日时的人口数量为4846人。